# Hauptstromverfahren

Ein brennstoffreiches Hauptstromverfahren. Dabei wird der gesamte Brennstoff zusammen mit einem Teil des Oxidators durch den Vorbrenner geleitet, wodurch ein brennstoffreiches Gas entsteht. Dieses treibt zunächst eine Turbine an, die die Pumpen versorgt, bevor es in die Brennkammer eingespritzt und mit dem restlichen Oxidator verbrannt wird.

Das Hauptstromverfahren (engl. staged combustion cycle, auch preburner cycle oder closed cycle) ist ein Verfahren zur Treibstoffförderung in Flüssigkeitsraketentriebwerken. Beim Hauptsromverfahren strömt der Treibstoff durch mehrere Brennkammern und wird somit in mehreren Stufen verbrannt. Der Hauptvorteil im Vergleich zu anderen Verbrennungsverfahren ist die höhere Treibstoffeffizienz, gemessen durch den spezifischen Impuls, während der Hauptnachteil in der technischen Komplexität liegt.
In der Regel fließt der Brennstoff durch zwei Arten von Brennkammern: den Vorbrenner und die Hauptbrennkammer. Im Vorbrenner wird ein kleiner Teil des Treibstoffs (meist in einem brennstoffreichen Mischungsverhältnis) unter nicht-stöchiometrischen Bedingungen teilweise verbrannt. Dadurch erhöht sich das Strömungsvolumen, welches die Turbopumpen antreibt, die den Motor mit Treibstoff versorgen. Anschließend wird das Gas in die Hauptbrennkammer eingespritzt, wo es zusammen mit dem restlichen Treibstoff vollständig verbrannt wird, um Schub zu erzeugen.

## Vor- und Nachteilen
Der Hauptvorteil des Hauptstromverfahrens liegt in der hohen Treibstoffeffizienz, da das gesamte Treibmittel in die Hauptbrennkammer gelangt, was zudem einen höheren Schub im Vergleich zum Nebenstromverfahren, bei dem ein Teil des Treibstoffs die Hauptbrennkammer nie erreicht, ermöglicht. Der Nachteil dieses Verfahrens ist die hohe technische Komplexität, die teilweise durch das heiße, unter hohem Druck stehende Abgas aus dem Vorbrenner bedingt ist. Besonders wenn das Abgas einen hohen Oxidatoranteil enthält, entstehen extreme Bedingungen für Turbinen und Rohrleitungen.

## Geschichte
Das Hauptstromverfahren (russisch Замкнутая схема Samknutaja schema) wurde 1949 von Alexey Isaev entwickelt. Das erste Triebwerk, welches das Hauptstromverfahren verwendete, war das S1.5400 (11D33), das in der sowjetischen Molnija-Rakete zum Einsatz kam und von Melnikow, einem ehemaligen Assistenten von Isajew, entwickelt wurde. Etwa zur gleichen Zeit (1959) begann Nikolai Kusnezow mit der Arbeit am dem Triebwerk NK-9 mit geschlossenem Kreislauf für Sergei Koroljows orbitales Interkontinentalraketenmodell GR-1. Kusnezow entwickelte diese Konstruktion später zu den Triebwerken NK-15 und NK-33 für die gescheiterte Mondrakete N1 weiter. Das nicht-kryogene N2O4/UDMH-Triebwerk RD-253 mit Hauptstromverfahren wurde von Walentin Gluschko um 1963 für die Proton-Rakete entwickelt.

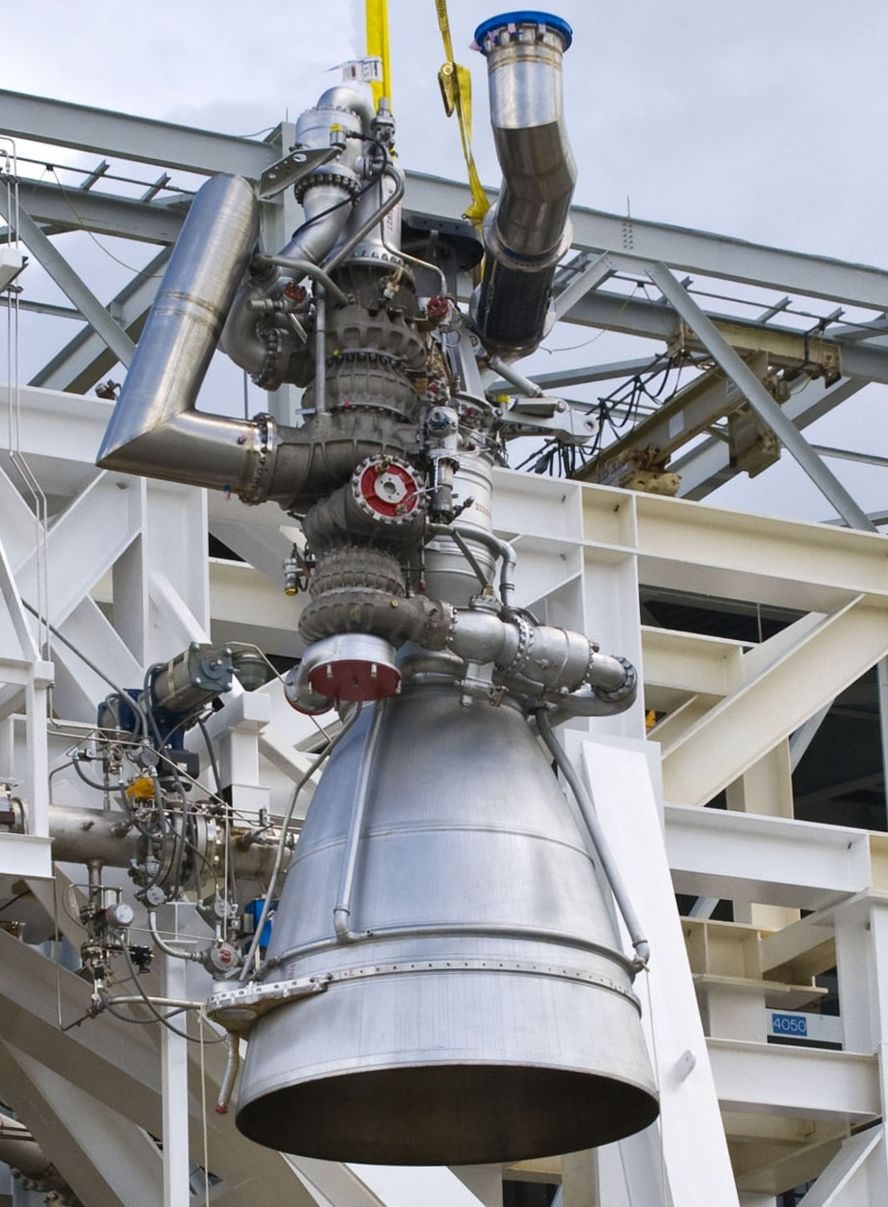
Ein für die Antares verwendetes NK-33-Triebwerk, genannt AJ26

Nach dem Scheitern der N1 wurde Kusnezow angewiesen, die NK-33-Technologie zu zerstören. Stattdessen lagerte er jedoch Dutzende der Triebwerke ein. In den 1990er Jahren nahm er Kontakt mit Aerojet auf, welche Kusnezows Produktionsstätte besuchten. Nach anfänglicher Skepsis gegenüber dem hohen spezifischen Impuls und anderen Spezifikationen von Seiten Aerojets schickte Kusnezow ein Triebwerk zu Testzwecken in die USA. Amerikanische Ingenieure hatten zwar eine oxidatorreiches Hauptstromverfahren in Erwägung gezogen, hielten sie jedoch aufgrund der benötigten Ressourcen für die Konstruktion für nicht durchführbar. In den 2010er Jahren verwendete Northrop Grumman Altbestände von NK-33-Triebwerken in der Rakete Antares, bis diese beim fünften Start infolge eines Triebwerksschadens kurz nach dem Abheben explodierte.
Das RD-180-Triebwerk des russischen Herstellers Energomasch verwendet ebenfalls das Hauptstromverfahren. Etwa um 2000 begann Lockheed Martin, das RD-180 für die Atlas III und später auch für die Atlas V-Raketen zu kaufen. Der Kaufvertrag wurde 2006 von der United Launch Alliance (ULA, ein Joint Venture von Boeing und Lockheed Martin) übernommen. ULA setzt die Atlas V bis zur Erfüllung aller bestehenden Verträge weiterhin mit RD-180-Triebwerken ein.
Mit Wasserstoffperoxid/Kerosin betriebene Motoren können einen Prozess verwenden, bei dem das Wasserstoffperoxid katalytisch zersetzt wird, um Turbinen anzutreiben, bevor es mit dem Kerosin in der eigentlichen Brennkammer verbrannt wird. Dies bietet die Effizienzvorteile des Hauptstromverfahrens und vermeidet gleichzeitig größere technische Probleme.
Das Space-Shuttle-Haupttriebwerk RS-25 ist ein weiteres Beispiel für ein Triebwerk mit Hauptstromverfahren und das Erste, welches Flüssigsauerstoff und Flüssigwasserstoff verwendet. Sein Äquivalent im sowjetischen Buran-Shuttle war das RD-0120, das einen ähnlichen spezifischen Impuls, Schub und Kammerdruck aufwies, jedoch mit einigen Unterschieden gebaut wurde, die die Komplexität und die Kosten verringerten, jedoch auf Kosten eines höheren Triebwerksgewichts gingen.
Auch das Triebwerk BE-4 des US-Raumfahrtunternehmens Blue Origin, welches in siebenfacher Ausführung in der Erststufe der Superschwerlastrakete New Glenn zum Einsatz kommt, arbeitet nach dem Hauptstromverfahren. Mit dem Erstflug der New Glenn im Januar 2025 war es das erste mit Methan und Flüssigsauerstoff („Methalox“) betriebene Hauptstromtriebwerk, das bei einem Orbitalstart zum Einsatz kan.

## Varianten

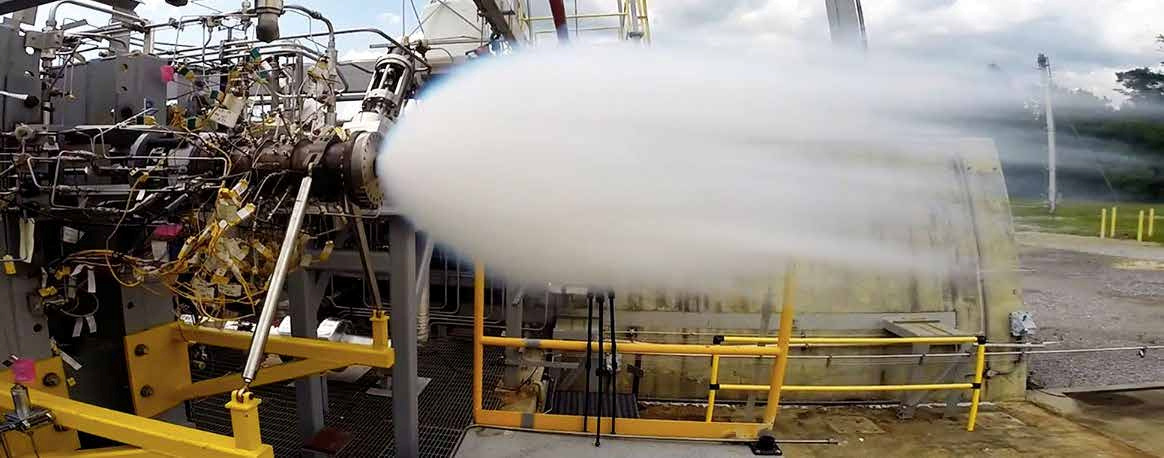
Oxidatorreiche Turbinenabgase eines SpaceX-Raptor-Vorbrenners, die während eines Subsystemtests im Jahr 2015 auf einem Prüfstand im Stennis Space Center gezeigt wurden. Im Vollstrom-Raketentriebwerk werden die Vorbrennerabgase in eine Turbine und anschließend in die Hauptbrennkammer geleitet.

Es gibt mehrere Varianten des Hauptstromverfahrens. Vorbrenner, die einen kleinen Teil des Oxidators mit einem vollen Brennstoffstrom verbrennen, werden als oxidatorreich bezeichnet, während Vorbrenner, die einen kleinen Teil des Brennstoffs mit einem vollen Oxidatorstrom verbrennen, als brennstoffreich gelten. Das RD-180 verwendet einen oxidatorreichen Vorbrenner, während das RS-25 zwei brennstoffreiche Vorbrenner besitzt. Der SpaceX Raptor nutzt sowohl oxidatorreiche als auch brennstoffreiche Vorbrenner.
Das Hauptstromverfahren kann entweder mit einer oder mit zwei Wellen ausgeführt werden. Bei der Einwellenkonstruktion treibt ein Satz von Vorbrenner und Turbine beide Treibstoffturbopumpen an. Beispiele hierfür sind das RD-180 und das BE-4. Bei der Zweiwellenkonstruktion werden die beiden Treibstoffturbopumpen von separaten Turbinen angetrieben, die wiederum durch den Ausfluss eines oder mehrerer Vorbrenner versorgt werden. Beispiele für Zweiwellenkonstruktionen sind das RS-25 von Rocketdyne, das LE-7 der japanischen Raumfahrtbehörde und das Raptor von SpaceX. Im Vergleich zur Einwellenkonstruktion erfordert die Zweiwellenkonstruktion eine zusätzliche Turbine (und möglicherweise einen weiteren Vorbrenner), ermöglicht jedoch eine individuelle Steuerung der beiden Turbopumpen. Hydrolox-Triebwerke (Flüssiger Wasserstoff und Flüssiger Sauerstoff) sind aufgrund der sehr unterschiedlichen Treibstoffdichten in der Regel zweiwellig ausgelegt.
Zusätzlich zu den Treibstoffturbopumpen benötigen Triebwerke mit Hauptstromverfahren oft kleinere Vorpumpen, um sowohl einen Rückfluss aus dem Vorbrenner als auch Kavitation der Turbopumpe zu verhindern. Das RD-180 und das RS-25 verwenden beispielsweise Vorpumpen, die durch das Expanderverfahren sowie durch Drucktanks angetrieben werden, um den Treibstoffdruck vor dem Eintritt in den Vorbrenner schrittweise zu erhöhen.

### Vollstromverbrennung

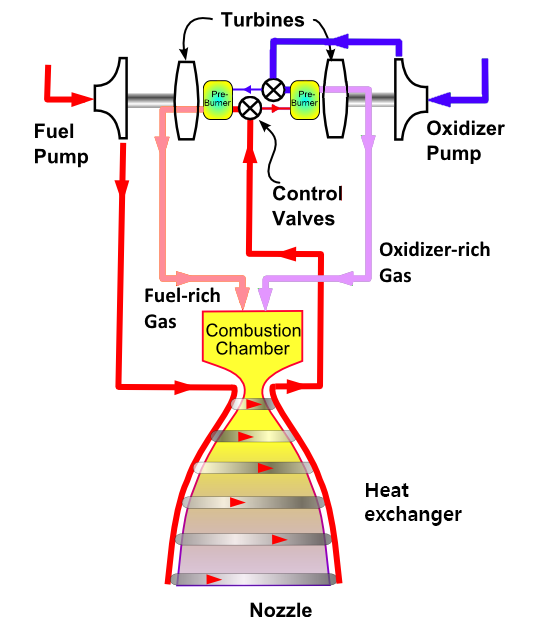
Vollstromverbrennung

Die Vollstromverbrennung (Full-flow Staged Combustion, FFSC) ist ein Zweiwellen-Konzept für ein Hauptstromverfahren, bei dem sowohl oxidatiorreiche als auch brennstoffreiche Vorbrenner verwendet werden, wobei der gesamte Vorrat beider Treibstoffe durch die Turbinen fließt. Die Brennstoffturbopumpe wird durch den brennstoffreichen Vorbrenner angetrieben, während die Oxidatorturbopumpe durch den oxidatorreichen Vorbrenner betrieben wird.
Zu den Vorteilen der Vollstromverbrennung gehören, dass die Turbinen aufgrund des erhöhten Massenstroms kühler und mit geringerem Druck laufen, was zu einer längeren Lebensdauer des Triebwerks und höherer Zuverlässigkeit führt. So wurde beispielsweise für ein Triebwerkskonzept, das vom Deutschen Zentrum für Luft- und Raumfahrt (DLR) im Rahmen des SpaceLiner-Projekts untersucht wurde, eine Lebensdauer von bis zu 25 Flügen erwartet, während SpaceX für sein Raptor-Triebwerk bis zu 1000 Flüge anstrebt. Darüber hinaus entfällt beim Hauptsromverfahren die Dichtung der Zwischenturbine, die normalerweise erforderlich ist, um das oxidatorreiche Gas von der Kraftstoffturbopumpe oder das brennstoffreiche Gas von der Oxidatorturbopumpe zu trennen, was die Zuverlässigkeit weiter erhöht.
Da die Verwendung von Vorbrennern zu einer vollständigen Vergasung des Treibstoffs vor dem Eintritt in die Brennkammer führt, gehören Vollstromverbrennungstriebwerke zu einer breiteren Klasse von Raketentriebwerken, die als Gas-Gas-Triebwerke (sowohl Treibstoff als auch Oxidator sind bei Einspritzung in die Hauptbrennkammer gasförmig) bezeichnet werden. Die vollständige Vergasung der Komponenten führt zu schnelleren chemischen Reaktionen in der Brennkammer und ermöglicht eine kleinere Brennkammer. Dadurch kann der Druck in der Brennkammer erhöht werden, was wiederum die Effizienz steigert.
Zu den Nachteilen der Vollstromverbrennung gehören die strengeren Materialanforderungen sowie die höhere technische Komplexität und die größere Anzahl an Bauteilen, insbesondere durch die beiden Vorbrenner im Vergleich zu einem Hauptstromverfahren mit nur einer Welle.
Stand 2025 wurden fünf Raketentriebwerke mit Vollstromverbrennung auf Prüfständen getestet: das sowjetische RD-270-Projekt bei Energomasch in den 1960er Jahren, das von der US-Regierung finanzierte Hydrolox Integrated Powerhead Demonstrator-Projekt bei Aerojet Rocketdyne Mitte der 2000er Jahre, das flugtaugliche Methalox-Raptor-Triebwerk von SpaceX, welches im Februar 2019 erstmals getestet wurde, das Methalox-Triebwerk, das für die erste Stufe des Raumfahrzeugs Stoke Space Nova im Jahr 2024 entwickelt wurde und das Mjölnir-Triebwerk von New Frontier Aerospace.
Der erste Flugtest eines Triebwerks mit Vollstromverbrennung fand am 25. Juli 2019 statt, als SpaceX seine Starhopper-Testrakete mit einem Raptor-Methalox-FFSC-Triebwerk vom firmeneigenen Testgelände in Südtexas startete. Stand März 2025 ist das Raptor-Triebwerk das einzige FFSC-Triebwerk, das erfolgreich auf einer Trägerrakete geflogen ist.

## Anwendungen

### Oxidatiorreiche Hauptstromverfahren
- S1.5400 – Erster Raketenmotor mit Hauptstromverfahren, der in der Blok L-Oberstufe verwendet wurde.[1]

- NK-33 – Sowjetischer Motor, entwickelt für eine nie geflogene, verbesserte Version der N1. Später an Aerojet Rocketdyne verkauft und als AJ-26 generalüberholt/neu vermarktet (verwendet in den Antares-Block-1-Trägerraketen in den Jahren 2013–2014). Wird weiterhin in der Sojus-2.1w verwendet.

- P111 – Flüssigsauerstoff/Kerosin-Demonstratormotor, zwischen 1956 und 1967 bei Bölkow GmbH (später Astrium) entwickelt.[12]

- RD-170, RD-171, RD-180, RD-181, RD-191 und RD-151 – Eine Reihe sowjetischer und russischer Motoren, die Atlas V und Angara antreiben und früher in den Trägerraketen Energia, Zenit, Atlas III, Naro-1, Antares 200 verwendet wurden. RD-171 (und sein Nachfolger RD-171M), -180 und -191 sind Weiterentwicklungen des RD-170.

- RD-0124 – Eine Reihe von Sauerstoff/Kerosin-Motoren, die in der zweiten Stufe der Sojus-2.1b-Rakete sowie in den Oberstufen der Angara-Raketen verwendet werden.

- YF-100 – Chinesischer Motor, entwickelt in den 2000er Jahren; verwendet in der Langen Marsch 5, 6 und 7.[13]

- AR1 – Ein Aerojet-Rocketdyne-Projekt, teilweise von der US-Luftwaffe finanziert, potenzieller Ersatz für den russischen RD-180-Motor.[14]

- BE-4 – Blue Origin LCH4/LOX-Motor – verwendet den oxidatiorreiches Hauptstromverfahren (ORSC) – wird in der Erststufe der Vulcan-Trägerrakete eingesetzt, die die Atlas V und Delta IV ersetzt.[15][16] Wird auch in der Erststufe der New Glenn von Blue Origin verwendet.[17]

- RD-253 – Sowjetischer Motor, in den 1960er Jahren entwickelt, wurde in der ersten Stufe der Proton verwendet. Spätere Varianten sind das RD-275 und RD-275M.

- SCE-200 – Indischer RP-1/LOX-Hauptstufenmotor, in Entwicklung.[18]

- Hadley –[19]LOX/Kerosin-Boostermotor von Ursa Major Technologies[20]

- Rocket Factory Augsburg „Helix“ LOX/Kerosin-Motor in Entwicklung, soll die RFA One antreiben.[21]

- Launcher E-2 – LOX/Kerosin-Motorprojekt, sollte das Launcher Light-Trägersystem antreiben.[22] Dieses Trägerraketenprojekt wurde jedoch eingestellt.

- YF-115 – Chinesisches Triebwerk, verwendet in der oberen Stufe der Langer Marsch 6 und 7

- Archimedes – LCH4/LOX-Motor von Rocket Lab, in Entwicklung für die Trägerrakete Neutron.

### Brennstoffreiche Hauptstromverfahren
- RS-25 – US-amerikanischer LH2/LOX-Motor, verwendet im Space Shuttle bis 2011 und im Space Launch System seit 2022.

- RD-0120 – LH2/LOX-Motor der Energija-Rakete.

- LE-7 – LH2/LOX-Motor der H-II-Raketenfamilie.

- KVD-1 (RD-56) – Sowjetischer LH2/LOX-Oberstufenmotor, verwendet im GSLV Mk1.

- CE-7.5 – Indischer LH2/LOX-Oberstufenmotor, verwendet im GSLV Mk2.[23]

- YF-90 – Chinesisches Triebwerk in Entwicklung

### Vollstromverfahren

SpaceX Raptor; Raketentriebwerk mit Vollstromverbrennungsverfahren, Beispiel eines Treibstoffflussschemas, 2019

- RD-270 – sowjetisches Triebwerk, das von 1962 bis 1970 für das UR-700-Projekt entwickelt wurde; nie geflogen.[7]
- Integrated powerhead demonstrator – US-Projekt aus den frühen 2000er Jahren zur Demonstration eines Teils eines Vollstrom-Triebwerks; kein vollständiges Triebwerk gebaut und nie geflogen.[7]
- Raptor – SpaceX LCH4/LOX-Triebwerk von SpaceX in Entwicklung, erstmals 2019 geflogen.[24][25]
- Zenith – LCH4/LOX-Triebwerk von Stoke Space in Entwicklung;[26] Stand März 2025 noch nicht geflogen.
- Mjölnir –LCH4/LOX-Triebwerk von New Frontier Aerospace,[27] in Entwicklung für einen suborbitalen Raumgleiter.[28] Stand Juli 2024, noch nicht geflogen.

### Trägerraketen mit Triebwerken im Hauptstromverfahren
Ausgemusterte Raketen
- Antares 100 und 200
- N1
- Space Shuttle
- Zenit-Raketenfamilie

Raketen im Einsatz
- Angara-Raketenfamilie
- Atlas V
- H-II, letzter Start geplant für 2025
- GSLV
- Langer Marsch 5
- Langer Marsch 6
- Langer Marsch 7
- Langer Marsch 8
- Langer Marsch 12
- Naro-1
- New Glenn
- Proton
- Sojus-2.1b
- Sojus-2.1w
- Space Launch System
- Vulcan

Raketen in Entwicklung
- Langer Marsch 9
- Langer Marsch 10
- Neutron
- Nova
- Sojus-5
- Starship